# Michal Březina

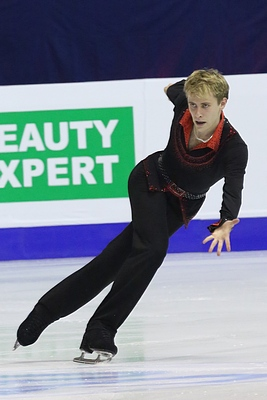
Březina a 2013 Europeans

Michal Březina (Brno, 1990. március 30. –) cseh műkorcsolyázó, 2010-es nemzeti bajnok, valamint 2009 junior világbajnoki ezüstérmese.

## Magánélet
Březina eredetileg jégkorongozónak készült, ám korábban szintén műkorcsolyázó édesapja azt mondta neki, hogy ahhoz előbb rendesen meg kell tanulnia korcsolyázni, és elvitte műkorcsolya edzésre. Az akkor 7 éves Březina nagyon tehetségesnek bizonyult, és meg is szerette ezt a sportot, így mégsem váltott hokira. Jelenleg szülővárosában, Brnóban, valamint a németországi Obersdorfban edz. Pályafutása befejezése után műkorcsolyaedző szeretne lenni. Húga, Eliška, szintén műkorcsolyázik, barátnője, a japán-amerikai, ám Grúziának versenyző Allison Reed pedig jégtáncos.

## Pályafutása
Első komolyabb győzelme a 2007-es Nebelhorn-kupa elhódítása volt, melyet a szintén cseh, későbbi Európa-bajnok Tomáš Verner előtt sikerült megszereznie. Két héttel később ezüstérmes lett a chemnitzi junior Grand Prix-n. Első Európa-bajnokságán, a felnőttek között a tizenhatodik helyen végzett.
A 2008-09-es idényben két junior Grand Prix-t is megnyert, de sérült térdét műteni kellett, így a junior Grand Prix döntőt, melynek egyik nagy esélyese volt, ki kellett hagynia. Sérüléséből felépülve az első versenye az EB volt, ahol 10. helyezést ért el, majd a junior világbajnokságon, ahol már remek formában volt, nagy sikerként a második helyen végzett az amerikai Adam Rippon mögött.
A 2009-10-es szezonban két Grand Prix-ra kapott meghívást, melyek közül az elsőn, a japánban rendezett NHK Trophy-n bronzérmet nyert, a Skate Canadán pedig 4. lett. Megnyerte a cseh bajnokságot is, a nagy esélyes Tomas Verner előtt. Az Európa-bajnokságon nagy meglepetésre a negyedik helyen végzett, majd az olimpián is remekül szerepelt, 10. helyezést ért el. Később a márciusi világbajnokságon 4. lett, több nagy nevet utasítva maga mögé.
A 2010-2011-es szezonban már kevesebb meglepetést okoztak jó eredményei, ám egy sérülés miatt a teljes Grand Prix idényt ki kellett hagynia. Az EB-n tért vissza, ám ez nem sikerült úgy, ahogy várta, a 8. helyen végzett. Később a Tokióból a földrengés miatt Moszkvába áthelyezett világbajnokságon javított, és ismét 4. helyezést ért el.
A most kezdődő 2011-2012-es idény jól indult számára, a szeptember 20-24 között rendezett szezonnyitó Nebelhorn Trophy-n a dobogó második fokára állhatott. A világbajnokságon nyújtott teljesítménye miatt egy új szabály értelmében 3 Grand Prix jelölést kapott, így részt vehet a Skate America-n, a Trophée Eric Bompardon, valamint a Cup of Russia-n is.

## Programok
| Szezon    | Rövidprogram                        | Kűr                                      | Gála                                         |
| --------- | ----------------------------------- | ---------------------------------------- | -------------------------------------------- |
| 2010–2011 | Japán népzene (Kodo drums)          | The Untouchables (Ennio Morricone)       | Hegedűs a háztetőn - If I Were a Rich Man    |
| 2010–2011 | Japán népzene (Kodo drums)          | Egy amerikai Párizsban (George Gershwin) | Feeling Good Michael Bublé                   |
| 2009-2010 | Puttin' on the Ritz (Irving Berlin) | Egy amerikai Párizsban (George Gershwin) | Feeling Good Michael Bublé és La Vie en rose |
| 2008–2009 | Sing, Sing, Sing (Louis Prima)      | Latin Dance Safri Duo-válogatás          | Singin' in the Rain                          |

## Statisztika
| Event                                 | 2003-2004 | 2004-2005 | 2005-2006 | 2006-2007 | 2007-2008 | 2008-2009 | 2009-2010 | 2010-2011 | 2011-2012 |
| ------------------------------------- | --------- | --------- | --------- | --------- | --------- | --------- | --------- | --------- | --------- |
| Európa-bajnokság                      |           |           |           |           | 16.       | 10.       | 4.        | 8.        |           |
| Műkorcsolya és Jégtánc Világbajnokság |           |           |           |           |           |           | 4.        | 4.        |           |
| Junior vb                             |           |           |           | 16.       | 5.        | 2.        |           |           |           |
| Cseh bajnokság                        |           | 1. J.     | 1. J.     | 1. J.     | 2.        |           | 1.        | 2.        |           |
| Skate Canada International            |           |           |           |           |           |           | 4.        |           |           |
| NHK Trophy                            |           |           |           |           |           |           | 3.        |           |           |
| Nebelhorn Trophy                      |           |           |           |           | 1.        | 2.        | 3.        | 7.        | 2.        |
| Finlandia Trophy                      |           |           |           |           |           |           | 4.        |           |           |
| Karl Schäfer Memorial                 |           |           |           |           |           | VL        |           |           |           |
| Junior Grand Prix, Olaszország        |           |           |           |           |           | 1.        |           |           |           |
| Junior Grand Prix, Franciaország      |           |           |           |           |           | 1.        |           |           |           |
| Junior Grand Prix, Németország        |           |           |           |           | 2.        |           |           |           |           |
| Junior Grand Prix, Ausztria           |           |           |           |           | 7.        |           |           |           |           |
| Junior Grand Prix, Csehország         |           |           |           | 16.       |           |           |           |           |           |
| Junior Grand Prix, Hollandia          |           |           |           | 5.        |           |           |           |           |           |
| Junior Grand Prix, Magyarország       |           | 12.       |           |           |           |           |           |           |           |
| Gardena Spring Trophy                 |           |           | 3. J.     | 2. J.     |           |           |           |           |           |
| European Youth Olympic Days           |           | 7. J.     |           |           |           |           |           |           |           |
| Grand Prize SNP                       | 1.        |           |           |           |           |           |           |           |           |

- J = Junior, VL= Visszalépett

### Fordítás
Ez a szócikk részben vagy egészben  a   Michal Březina című angol Wikipédia-szócikk fordításán alapul.  Az eredeti cikk szerkesztőit annak laptörténete sorolja fel. Ez a jelzés csupán a megfogalmazás eredetét és a szerzői jogokat jelzi, nem szolgál a cikkben szereplő információk forrásmegjelöléseként.